# Merel van Dongen
Merel Didi van Dongen, née le 11 février 1993, est une footballeuse internationale néerlandaise. Elle joue au poste de milieu de terrain au club espagnol de l'Atlético Madrid et en équipe nationale néerlandaise.

## Carrière en club
Elle a joué pour les clubs du Ter Leede et ADO La Haye avant de se rendre aux États-Unis, où elle a joué pour l'Alabama Crimson Tide. Elle est revenue aux Pays-Bas en 2015 et a signé un contrat avec le club de l'Ajax Amsterdam.
En 2018, elle rejoint le championnat espagnol en signant au Betis Séville. Deux saisons plus tard, elle est recrutée par l'Atlético Madrid, avec qui elle débute dès le quart de finale de Ligue des Champions perdu contre le FC Barcelone.

## Carrière universitaire

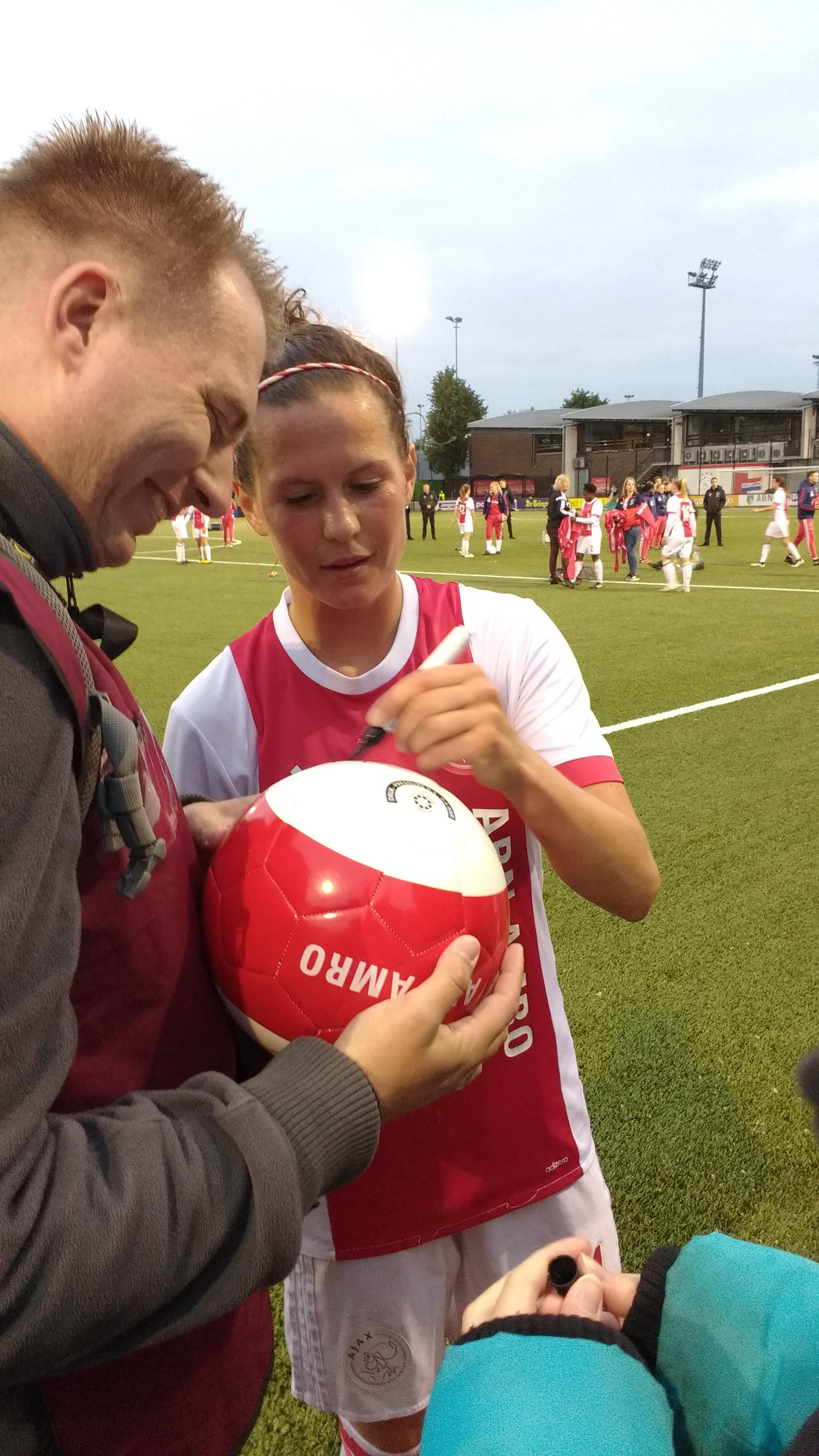
Merel van Dongen signant un autographe après un match contre le sc Heerenveen Women en 2018.

Au cours des deux années qu'elle a passées en Alabama, elle s'illustre en devenant la meilleure passeuse, avec 10 passes décisives en 2014. Elle devient également la meilleure passeuse universitaire d'Alabama avec 0,30 passe décisive par match en 44 matchs. Ses 10 passes décisives en 2014 lui ont permis de prendre la première place des passeuses de la saison avec 0,53 passes en 19 matchs. Elle a également converti quatre penaltys au cours de sa carrière avec Alabama, ce qui la classe quatrième sur la liste des penaltys réalisés en carrière universitaire.
Lors de sa dernière saison avec le Crimson Tide, elle est sélectionnée dans l'équipe américaine de CoSIDA / Capital One Academic et dans la première équipe du District 4 et a été nommée membre de la deuxième équipe All-SEC.

## Carrière internationale

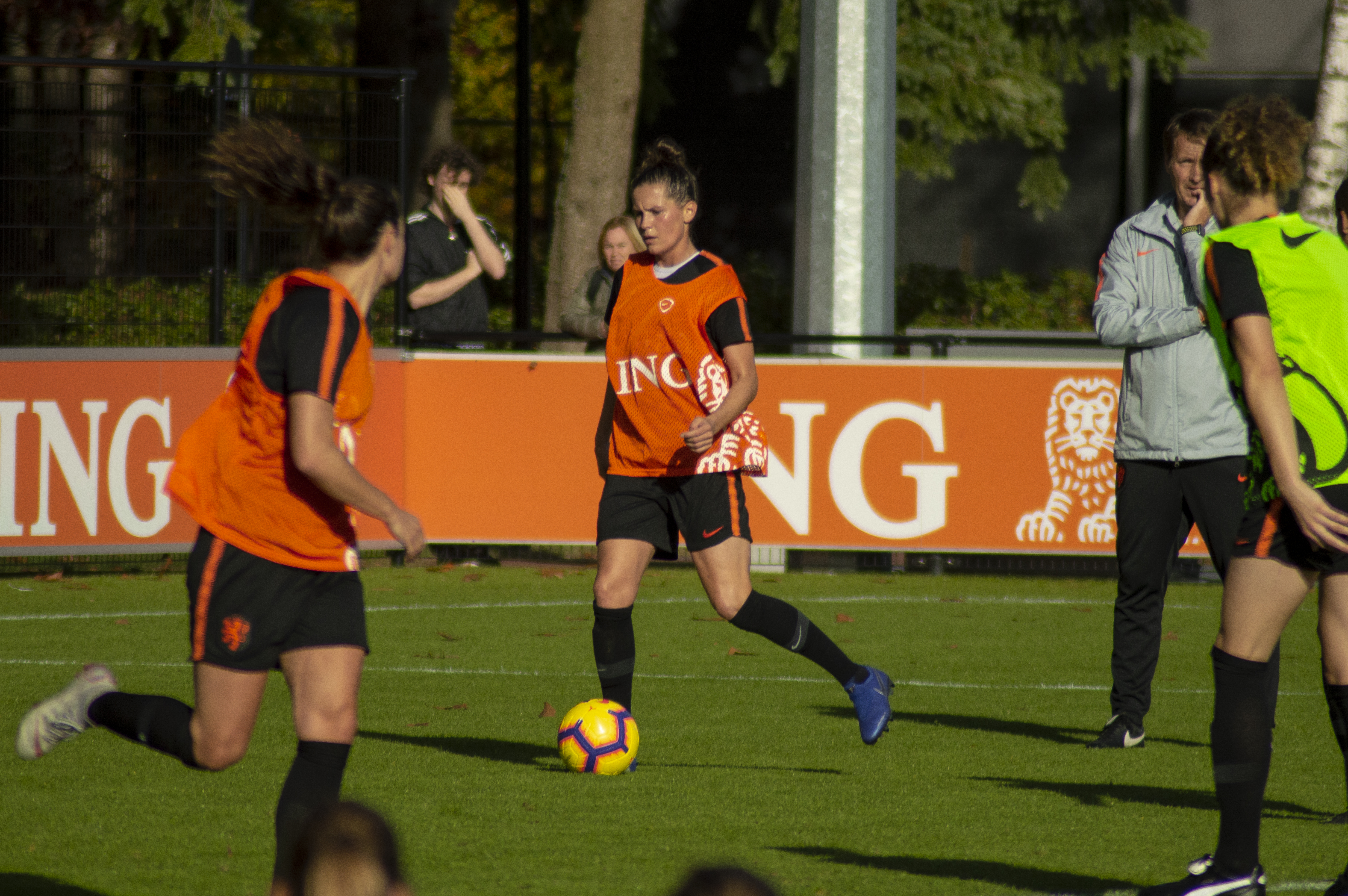
Merel van Dongen s'entraînant avec les Pays - Bas le 6 novembre 2018

En tant qu'international espoir, elle a participé aux championnats d' Europe U-19 de 2010 et 2011.
Elle fait ses débuts en équipe nationale des Pays-Bas lors d'une victoire 7-0 en match amical contre la Thaïlande le 7 février 2015. Elle est l'une des trois dernières joueuses à ne pas être finalement retenues par l'entraîneur de l'équipe nationale Roger Reijner dans sa liste des 23 joueuses pour l'Euro 2013 en Suède. Lorsque Mandy van den Berg se blesse entraînant des lésions aux ligaments du genou, Van Dongen est rappelée pour la remplacer. Elle faisait également partie de l'équipe néerlandaise qui dispute lors de la Coupe du monde féminine de la FIFA 2015. En 2019, elle est appelée pour faire partie des 23 joueuses néerlandaises qui disputent la Coupe du Monde en France.

## Palmarès

### ADO Den Haag
- Eredivisie (1): 2011-12
- Coupe féminine KNVB (1): 2011-12

### Ajax
- Eredivisie (1): 2016-17
- Coupe féminine KNVB (1): 2016-17

### Équipe nationale néerlandaise
- Coupe de l'Algarve : 2018 [9]

## Vie privée
Merel van Dongen est ouvertement lesbienne.

## Source de la traduction
- (en) Cet article est partiellement ou en totalité issu de l’article de Wikipédia en anglais intitulé « Merel van Dongen » (voir la liste des auteurs).